# Omväg

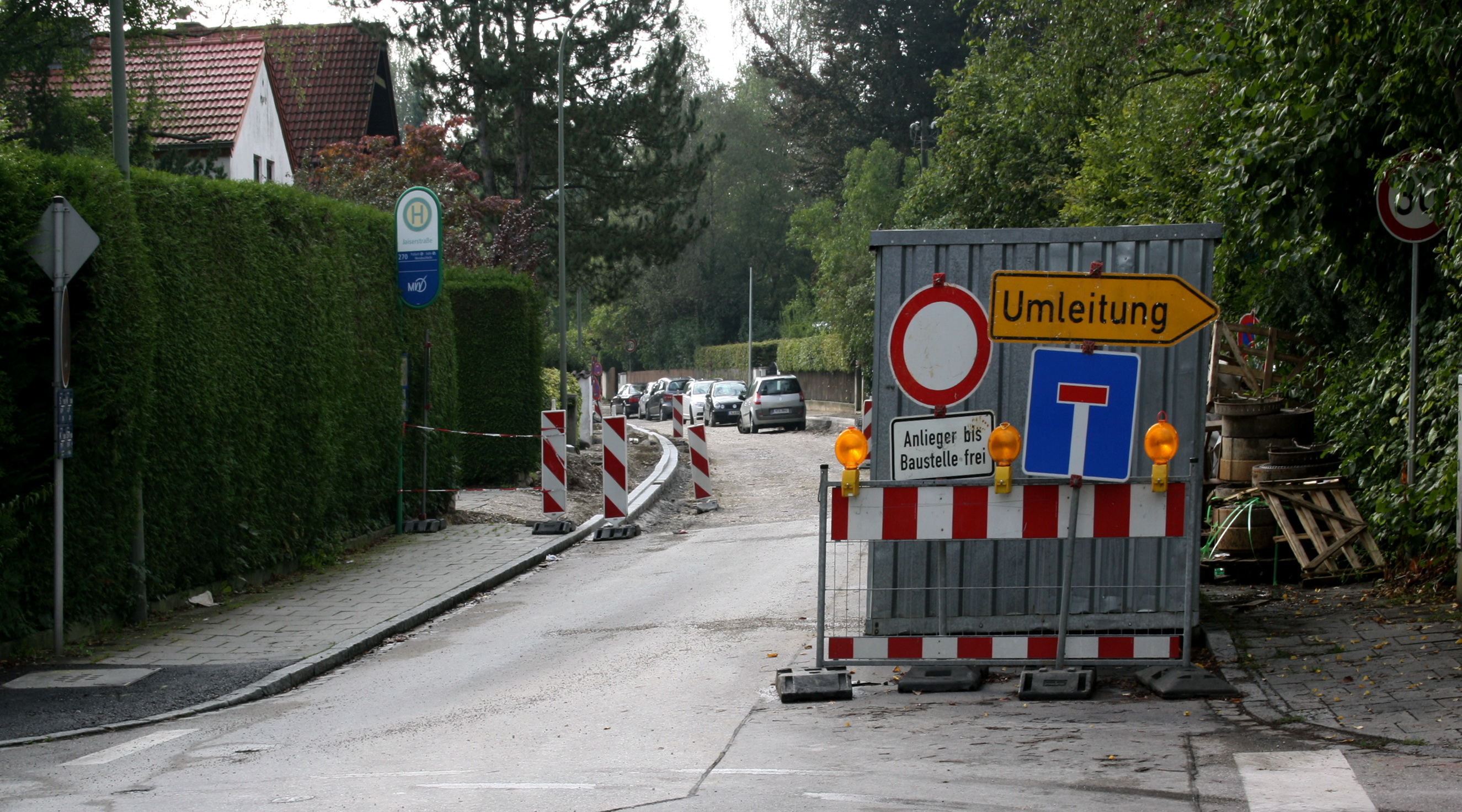
Omväg.

En omväg är en väg som inte är den kortaste vägen till ett förhandsbestämt mål. När man förr i tiden gjorde en omväg, var det för att man hade ett ärende längs denna. Det görs omvägar för att den vanliga vägen är avspärrad (omledning).
Omväg används ofta om den talade inledningen när ämnet man tar upp är känsligt – "jag kunde ju inte gjort det alltför snabbt".
För en filosofiskt eller konstnärligt lagd person blir omvägen ofta den mest upplevelserika och kreativa.
Grüne Ruten, Margueritrutten i Danmark och norska nationella turistvägar i Norge visar att också turistbranschen har uppmärksammats på fenomenet.